# 陳暁夏代
陳暁 夏代（ちんしょう なつよ）は、日本と中国を拠点に活動するプロデューサー兼クリエイティブディレクター。
日本・中国両国のトレンドに精通した企画を手がけている。

## 経歴
内モンゴル自治区出身。中華人民共和国の国立大学復旦大学新聞学院卒業（Department of Journalism,Fudan University）
2011年より北京・上海・シンガポールにてファッション×芸能事業を手掛ける。
その後東京に拠点を置き株式会社博報堂に入社。2017年に独立し、クリエイティブスタジオDIGDOGを設立。
コンテンツスタジオCHOCOLATE Inc.に執行役員を経て、主な仕事に、川久ミュージアムの立ち上げやDtoCブランドのプロデュースに加え、中国へのアーティスト斡旋や催しの企画実行、日本IPの中国輸出などに両国のコンテンツ産業の橋渡しに力を入れている。

## テレビ出演
- 『新春TV放談』（NHK、2020.01）
- 『グローバルステージ』（日本テレビ、2020.12）
- 『めざまし8』コメンテーター　（フジテレビ　2021.6~）
- 『水曜日のニュース・ロバートソン』　（BSスカパー！、2019.05）
- 『平成から令和へ 25時間テレビ AbemaPrime新元号カウントダウンSP』  （Abema TV、2019.04）
- 『AbemaPrime』コメンテーター　（Abema TV、2019.05〜）
- 『春节联欢晚会2020』日本生中継　(CCTV×ニコニコ動画、2020.02)

## ラジオ出演
- ACROSS THE SKY   SKY-HI×陳暁夏代　「中国ヒップホップブーム」（J-WAVE、2019.06)ゲスト
- ACROSS THE SKY   SKY-HI×陳暁夏代　「中国のアイドル事業と規制」(J-WAVE、2021.09)ゲスト
- Block.fm   JuicyLIFE ”中国音楽カルチャーの歴史” (Block.fm  2019.09)ゲスト
- Block.fm   CPOP特集　"上海不夜城"  (Block.fm  2020.01)MC
- ハフNEWS チャイナ・エコノミー最前線 （himalaya 2020.09)ゲスト

## 雑誌
- GINZA（2019.04）インタビュー掲載 [リンク切れ]
- VOUGE （2019.04）インタビュー掲載 [リンク切れ]
- NEUT Magazine （2019.6）インタビュー掲載
- Harper's BAZAAR （2019.07.08）インタビュー掲載
- ELLE （2019.04）インタビュー掲載
- ELLEgirl （2019.04）インタビュー掲載
- SPUR （2019.04）寄稿①　寄稿②
- ケトル「中国美女漫談」（2019.09-）連載
- Forbes（2020.01)　seiho×陳暁夏代　 対談 [リンク切れ]
- 東京新聞電子版『STAND UP STUDENTS』（2020.05）インタビュー掲載
- 宣伝会議＿advanced（2019.02）インタビュー掲載①　インタビュー掲載② [リンク切れ]
- アドタイ
- ブレーン
- 販促会議

......

## イベント
- DOMMUNE「バーチャル渋谷 au 5G ハロウィーンフェス 2021」ゲスト（2021.10）
- 『ハイパーハードボイルドグルメリポート』刊行記念「“ヤバい世界”の先に見えるもの」上出遼平 × 陳暁夏代 対談　(2020.5）
- SONY trialog "SOCIAL INNOVATION WEEK SHIBUYA 2019" 「ほんとうに欲しいアイデンティティはなにか？」 陳暁夏代×TAITAN MAN(Dos Monos)×若林恵　対談　（2019.09）
- シシヤマザキ個展「舕 TONGUE」宇川直宏×陳暁夏代×シシヤマザキ　対談　（2019.10）
- ポルシェ主催：SCOPES Tokyo「バーチャルな人格はリアルに愛されるか」守屋貴行(NION)×陳暁夏代 　対談（2019.11）
- AdverTimes DAYS 中国のデジタライゼーションに見る 未来に「当たり前」になる世界  坂井直樹×陳暁夏代　対談（2019.11）
- 『CHINA BEAUTY SUMMIT 2019』 小売×プラットフォームから見る中国市場の攻め方（2019.12）
- 『Digital Consumer Summit 2019』モバイル決済革命と今後のお金の概念の変化（2019.06）
- 「GLOBE＋ TALK」世界で通じるコミュニケーションとは？　(2019.10)